# جاناتان تانیک
جاناتان تانیک (انگلیسی: Jonathan Tunick؛ زادهٔ ۱۹ آوریل ۱۹۳۸) یک آهنگساز اهل ایالات متحده آمریکا است.
وی همچنین برنده جوایزی همچون جایزه اسکار بهترین موسیقی فیلم شده است.